# Pheneps simoides
Pheneps simoides là một loài bọ cánh cứng trong họ Psephenidae. Loài này được Fernandez, Fonseca & Spangler miêu tả khoa học đầu tiên năm 2001.